# Târgu Mureș

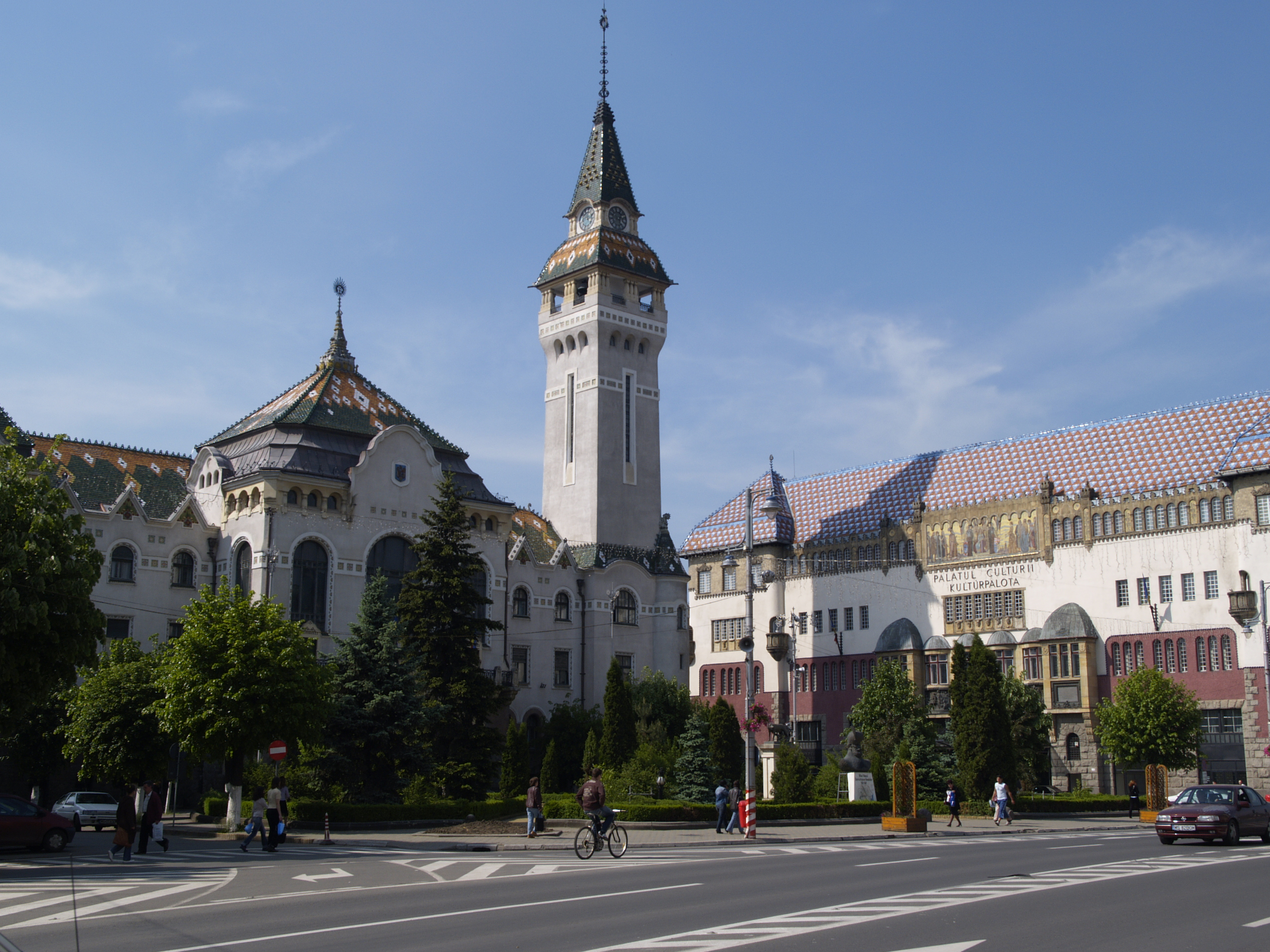
Gerechtsgebouw en cultuurpaleis in Hongaarse Secession stijl

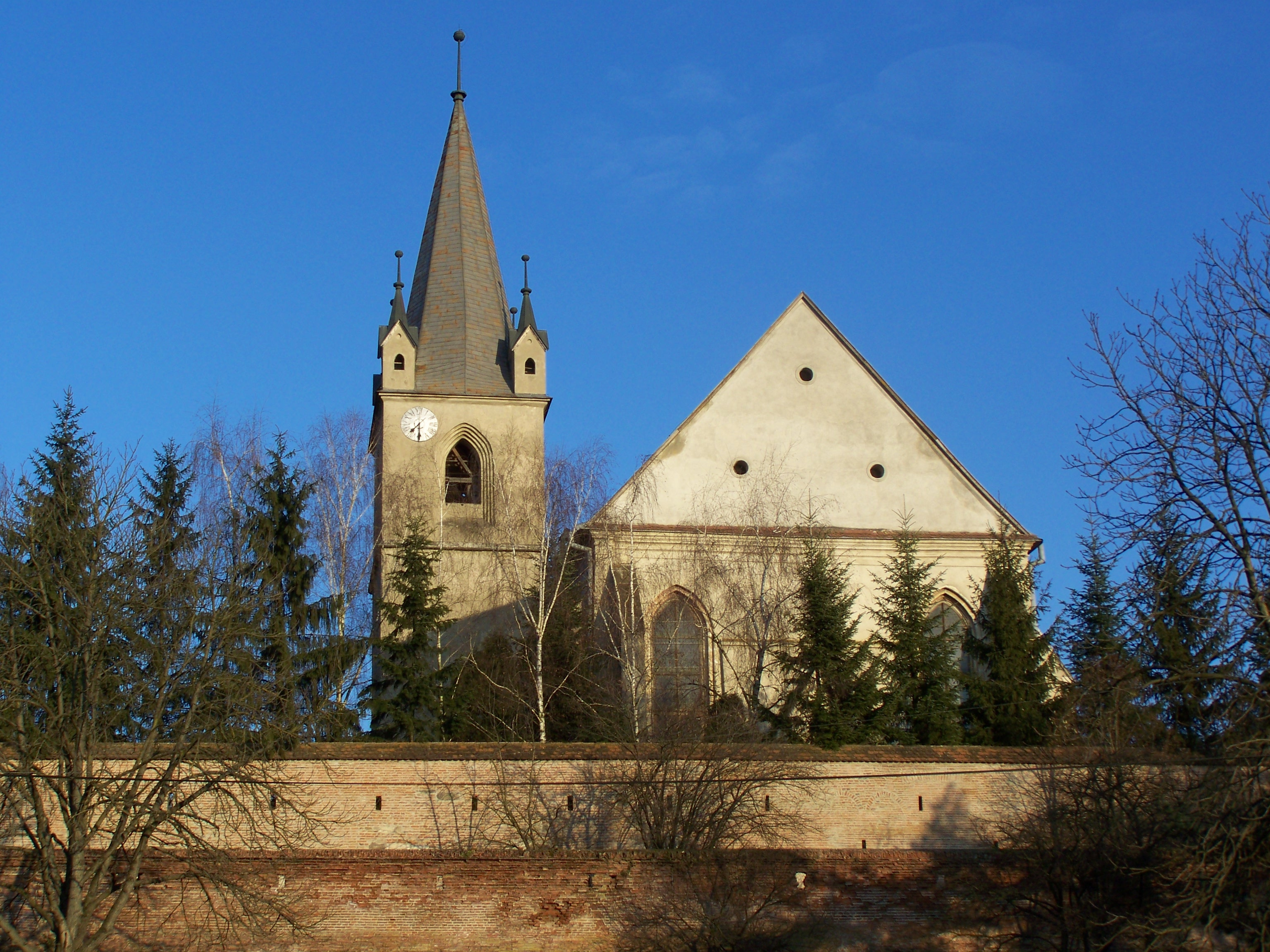
Hongaars Gereformeerde kerk in de burcht

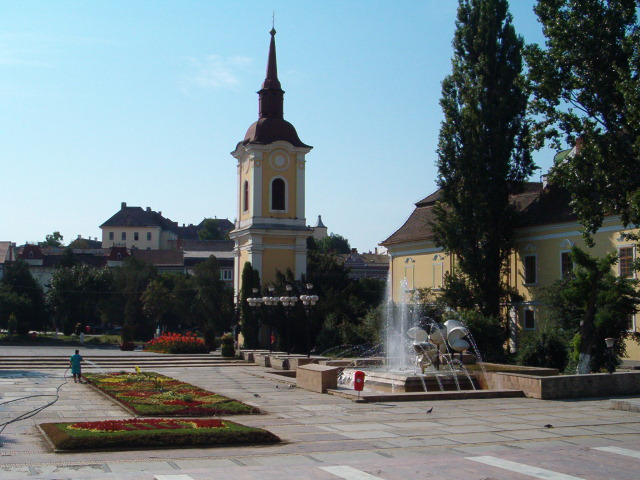
Toren van de voormalige Franciscaner kerk, de kerk werd in 1971 afgebroken door communisten

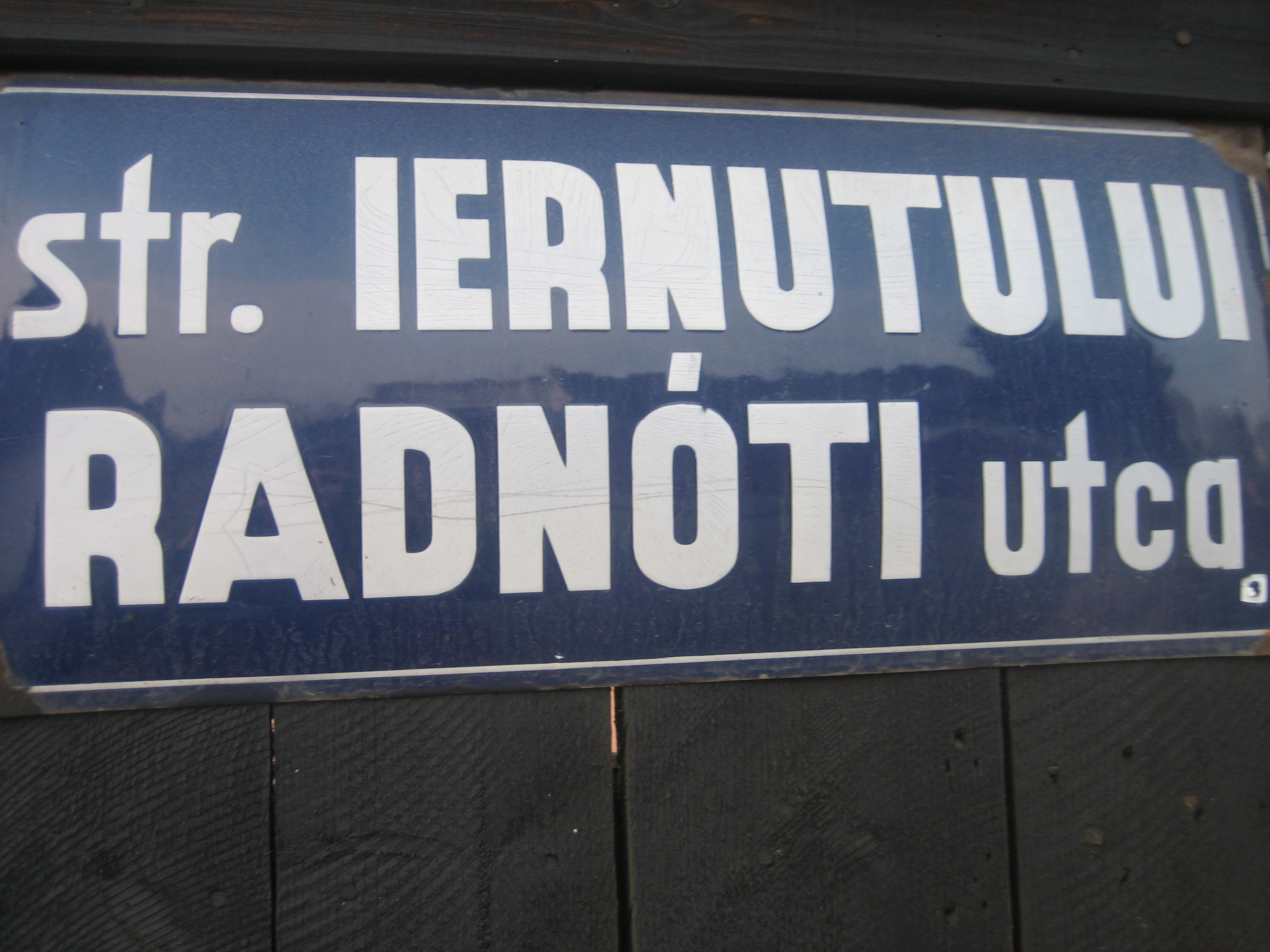
Tweetalig Roemeens en Hongaars straatnaambord

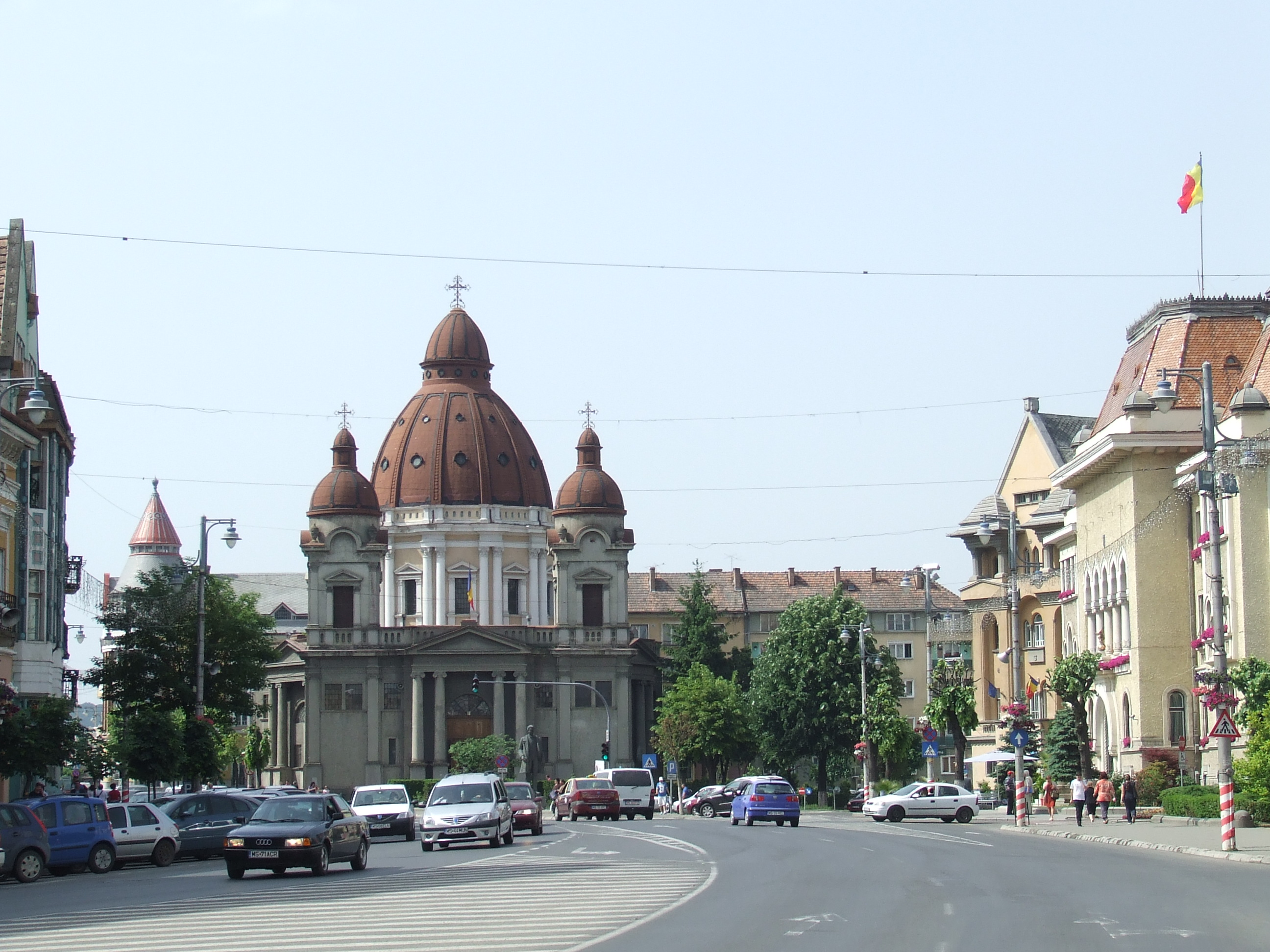
Kleine Kathedraal naar kopie van de Sint Pieter in Rome

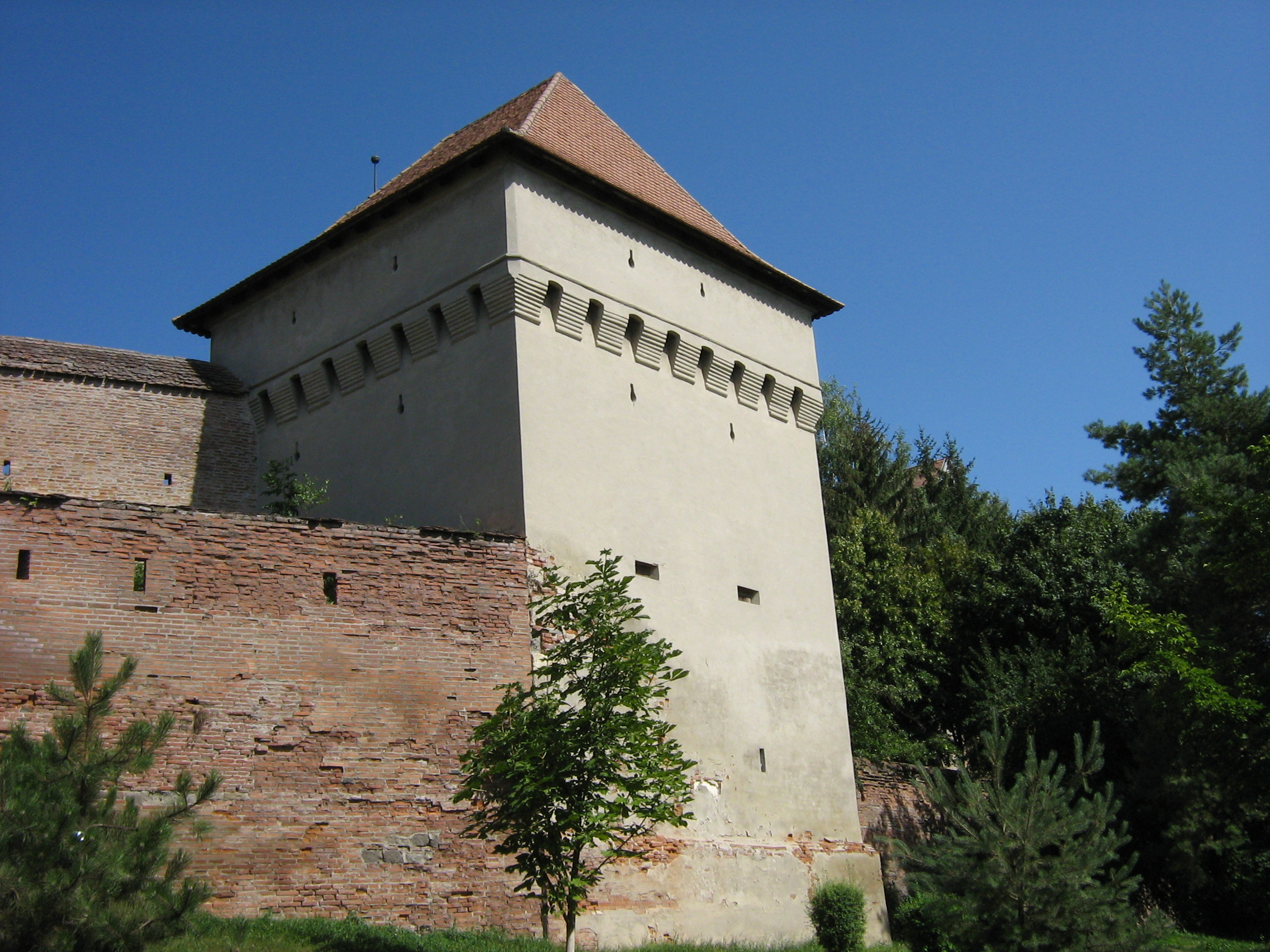
Bastiontoren van de burcht

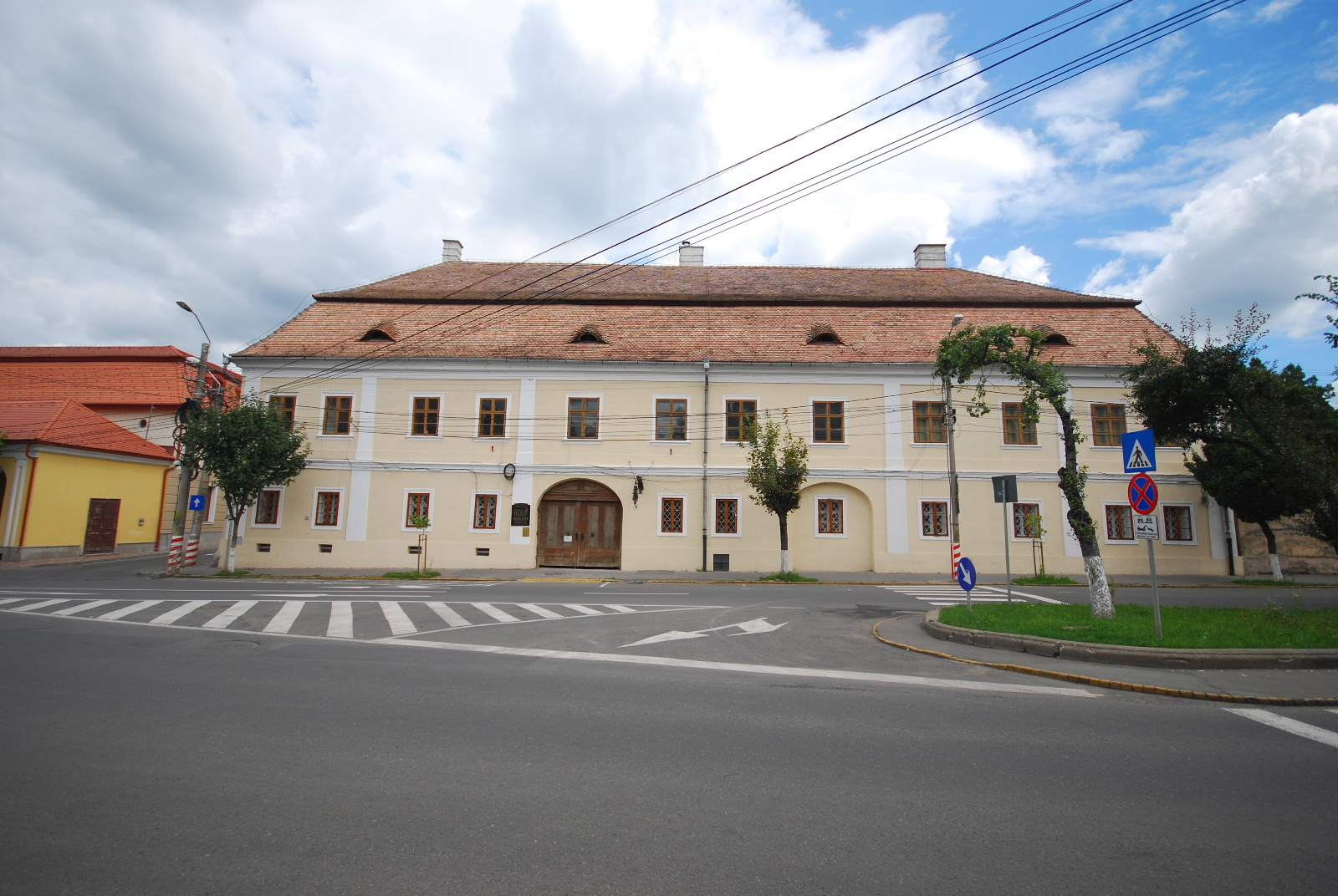
Teleki bibliotheek

Târgu Mureș (ook: Tîrgu Mureș; Hongaars: Marosvásárhely, Duits: Neumarkt am Mieresch) is een stad in Roemenië met circa 130.000 inwoners. Het is de hoofdstad van het het district Mureș in het landsdeel Transsylvanië en tevens de grootste stad van de historische regio Szeklerland en de etnografische streek Marosszék. De stad ligt aan de rivier de Mureș (Hongaars:Maros) en dankt daar ook haar naam aan (Târg(u) betekent markt). De Hongaarse naam betekent letterlijk Maros marktplaats.
De stad maakt onderdeel uit van de Metropoolregio Târgu Mureș.

## Geschiedenis

### Onder Koninkrijk Hongarije (tot 1526)
De stad werd in 1332 voor het eerst genoemd onder de naam Novum Forum Siculorum, de Latijnse vertaling van het Hongaarse Székelyvásárhely, zoals de stad tot 1616 geheten heeft. Het element Székely verwijst daarbij naar de Szeklers die hier woonden.
Al in 1470 kreeg de stad van koning Matthias Corvinus de mogelijkheid recht te spreken en daarmee rechters aan te wijzen. In 1482 werd dit gevolgd door marktrechten, de stad werd daarmee officieel een marktstad onder Hongaars Koninklijk recht.

### Onder vorstendom Transsylvanië (tot 1849)
Onder vorst Stefanus Báthory werden de rechten nogmaals uitgebreid en werd het een Vrije Koninklijke Landstad.
Toen de stad in 1601 tijdens een grote stadsbrand (veroorzaakt door de troepen van Giorgio Basta) in vlammen opging werd de roep om een versterkte burcht groter. Na voltooiing van de versterkte burcht kreeg de stad in 1616 van de Zevenburgse Vorst Gabriël Bethlen de titel Vrije Koninklijke stad, haar definitieve stadsrechten. In 1658 werd de stad wederom door brand verwoest en onder de voet gelopen door Ottomaanse en Roemeense hordes. Op 14 september 1661 werd in de stad onder druk van de Ottomaanse Pasja Ali een nieuwe vorst voor Transsylvanië benoemd, Michaël I Apafi. In 1662 was er weer grootschalige verwoesting door Ottomaanse troepen, gevolgd door een inval met verwoestingen door het Habsburgse Keizerlijke leger in 1687. 
De roerige jaren waren nog niet voorbij, in 1704 werd de stad ingenomen door de Labantzen (Hongaarse opstandelingen) onder leiding van Pál Kaszás, in 1706 werd het bevrijd door Lőrinc Pekry.
In het jaar 1707 werd Vorst Frans II Rákóczi in de stad uitgeroepen tot nieuwe leider van Transsylvanië. In de jaren 1707, 1709, 1719 en 1738 leidde de pestepidemie tot grote aantal overlijdens onder de bevolking.
De stad won vanaf 1754 aan belang nadat Maria Theresia de Tabula Regia (Koninklijke Tafel), het hoogste rechtscollege voor Zevenburgen, hier vanuit Medgyes naartoe had verplaatst.

### Onder Koninkrijk Hongarije (Oostenrijk-Hongaarse monarchie)
In de jaren 1848 en 1849 was de stad het toneel voor grootschalige gevechten tijdens de Hongaarse opstand in die jaren tegen het Habsburgse regiem.
In 1854 werd aan de rand van de stad een groot aantal Hongaarse opstandelingen geëxecuteerd. In 1874 werd op de plek van de executies een gedenkmonument opgericht.
Tussen 1861 en 1876 was de stad de hoofdplaats van de autonome Szekler Marosszék, daarna werd het de hoofdstad van het comitaat Maros-Torda. In de stad werden op het hoofdplein in 1880 een monument voor generaal Bem en in 1893 een standbeeld voor Kossuth onthuld en in 1907 een standbeeld voor Rákóczi. In 1923 werden de drie monumenten door de Roemeense machthebbers gesloopt.
Lang bleef de plaats een slaperig landstadje, echter aan het begin van de twintigste eeuw werd onder burgemeester György Bernády (1902-1912 en 1926-1929) een grote stadsvernieuwing doorgevoerd. Aan hem zijn de grote overheidsgebouwen in Hongaarse Szecesszió stijl (een vorm van Jugendstil) te danken. Het Cultuurpaleis en het Gerechtsgebouw werden opgericht in de jaren tussen 1905 en 1907. Ook droeg het bestuur onder zijn leiding zorg voor de aanleg van riolering, wegen en de eerste elektriciteitscentrale.

### Onder Roemeens bestuur (tot heden)
De stad is tot 1920 tot Oostenrijk resp. Oostenrijk-Hongarije blijven behoren. In dat jaar werd heel Transsylvanië aan Roemenië toegewezen. De stad, die in het Roemeens aanvankelijk Mureș-Oșorhei heette, kreeg pas in de 20ste eeuw haar huidige Roemeense naam.
Tussen 1940 en het einde van de Tweede Wereldoorlog behoorde de stad in verband met de Tweede Scheidsrechterlijke Uitspraak van Wenen weer een aantal jaren tot Hongarije. Officieel werd het in 1947 door het Verdrag van Parijs definitief tot Roemeens grondgebied verklaard.
Tussen 1952 en 1968 was Târgu Mureș de hoofdstad van de Hongaarse Autonome Provincie (vanaf 1960: Mureș-Hongaarse Autonome Provincie). In 1959 bezocht de communistische leider van Roemenië; premier Gheorghe Gheorghiu-Dej de stad. Tijdens het bezoek werd besloten dat de stad de vestigingsplek zou worden voor een nieuwe kunstmestfabriek. Tevens werd besloten op de heuvels rond de oude stad meerdere nieuwe wijken te bouwen die zouden dienen als volkshuisvesting voor de toekomstige werknemers van de kunstmestfabriek die Azomures ging heten. Tot op de dag van vandaag bepaalt dat besluit het beeld van de stad en is Azomures nog immer een van de grootste werkgevers in de regio.
Târgu Mureș was in maart 1990 het toneel van de ernstigste Roemeens-Hongaarse confrontatie sinds de val van het communisme: bij het bloedbad dat in het Hongaars sindsdien bekendstaat als Zwarte Maart (fekete március) kwamen drie Hongaren en twee Roemenen om het leven en raakten 278 personen gewond, waaronder de Hongaarse schrijver András Sütő.

## Bevolking
Târgu Mureș kent een interessante geschiedenis qua bevolkingssamenstelling. Lang was het een vrijwel volledig Hongaarstalige stad die deel was van het Szeklerland. Na de toewijzing aan Roemenië aan het einde van de Eerste Wereldoorlog bleef dat zo. Bij de volkstelling van 1992 waren de Hongaren (overwegend Szeklers) nog in de meerderheid. De stad stond bekend als de grootste stad buiten Hongarije met een Hongaarse meerderheid. De stad heeft al vanaf 1920 te maken met een grote toestroom van Roemenen. De industrialisatiepolitiek van Ceauşescu en het vestigingsverbod voor Hongaren hebben geleid tot de huidige demografische opbouw (zie Hongaarse minderheid).
Tegenwoordig hebben de Hongaren in de stad wettelijke rechten als minderheid zoals tweetalige straatnaamborden en tweetalige verwijzingen op publieke gebouwen zoals gemeentelijke instellingen en scholen.
De stad heeft sinds 1992 te maken met een sterke trek naar buiten (Suburbanisatie). De bevolking is gedaald van een hoogtepunt op ruim 164.000 inwoners naar de huidige ruim 134.000 inwoners. Ten koste van de stad is een ring van gemeenten rond de stad sterk gegroeid.
In 2011 had Târgu Mureș 134.290 inwoners. De Roemenen vormden daarmee net een meerderheid in de stad, met bijna 50% van de totale bevolking. De Hongaren zijn met bijna 43% van de bevolking de tweede bevolkingsgroep.
- Roemenen - 66.033 (49,17%)
- Hongaren - 57.532 (42,84%)
- Roma - 3.110 (2,32%)
- Duitsers 136
- Overige nationaliteiten

### Historische bevolkingssamenstelling
Gegevens uit volkstellingen vanaf 1850:
| Jaar | Totaal  | Hongaren | Roemenen | Duitsers | Joden | Roma  | Overigen |
| ---- | ------- | -------- | -------- | -------- | ----- | ----- | -------- |
| 1850 | 8 719   | 75,1%    | 13,5%    | 2,8%     | 2,9%  | 3,8%  | 1,9%     |
| 1880 | 12 883  | 88,9%    | 5,2%     | 3,5%     |       |       | 2,4%     |
| 1900 | 19 552  | 83,3%    | 11,6%    | 3,6%     |       |       | 1,5%     |
| 1910 | 25 517  | 89,3%    | 6,7%     | 2,4%     |       |       | 1,6%     |
| 1930 | 40 058  | 57,2%    | 26,7%    | 1,7%     | 12,1% | 1,1%  | 1,2%     |
| 1966 | 86 464  | 70,9%    | 28,3%    | 0,6%     |       |       | 0,2%     |
| 1977 | 130 076 | 63,6%    | 34,8%    | 0,6%     | 0,4%  | 0,5%  | 0,1%     |
| 1992 | 164 445 | 51,4%    | 46,1%    | 0,3%     | 0,1%  | 2%    | 0,1%     |
| 2002 | 150 041 | 46,7%    | 50,3%    | 0,2%     | 0,1%  | 2,4%  | 0,2%     |
| 2011 | 134 290 | 42,84%   | 49,17%   | 0,15%    | 0,05% | 2,32% | 5,47%    |
| 2021 | 116 033 | 41,81%   | 54,83%   | 0,10%    | 0,03% | 2,97% | -        |

### Hongaarse gemeenschap
De grote Hongaarse gemeenschap leeft vrijwel geheel in haar eigen Hongaarse zuil net als de Roemenen. Er zijn instellingen die uitsluitend voor de Hongaren zijn evenals dat het geval is voor de Roemenen. Een aantal voorzieningen wordt gedeeld zoals het theater (Teatrul Naţional Târgu Mureş / Marosvásárhelyi Nemzeti Színház). In dat theater spelen zowel een Roemeens (Trupa Liviu Rebreanu) als een Hongaars gezelschap (Tompa Miklós Társulat). Het cultuurhuis aan het hoofdplein wordt ook gedeeld door beide gemeenschappen.

## Bezienswaardigheden
De belangrijkste bezienswaardigheden bevinden zich in de binnenstad. Even buiten de stad ligt op een heuvel de plaatselijke Dierentuin. Ten noordoosten van het centrum is de burcht een belangrijke toeristische attractie. In de burcht staat onder andere de Hongaars Gereformeerde Burchtkerk en het Historisch museum van de stad. In de directe nabijheid van de burcht staat het Teleki Domokos huis.
Het langgerekte Piața Trandafirilor (Hongaars: Rózsák tér; rozenplein) vormt de kern van het centrum. Hieraan staan alle belangrijke gebouwen zoals de Rooms Katholieke Johannes de Doperkerk (1764), de Roemeens Orthodoxe Hemelvaart Kathedraal waarvan de eerste steen in 1925 werd gelegd en pas in 1986 de laatste interieurafwerking plaatsvond. Ook staat er de toren van de Rooms Katholieke Franciscanerkerk. In 1971 werd de 18e-eeuwse kerk met het bijbehorende klooster gesloopt door het socialistische bewind om plaats te maken voor het Theaterplein en een nieuw staatstheater.
Aan de zuidzijde van de Trandafirilor markt staan het in Hongaarse Jugendstil gebouwde Cultuurhuis en het Paleis van Justitie. Ook staat hier het stadhuis, het gebouw werd origineel als comitaatshuis gepland onder het Hongaarse bewind in Hongaarse Jugendstil. In 1930 werden de plannen veranderd en liet het Roemeense bewind een nieuwe architect plannen maken in de zogenaamde Brâncoveanu stijl. Het gebouw werd uiteindelijk in 1943 onder Hongaars bewind afgemaakt. In 1962 werd het omgeturnd in stadhuis nadat het regiobestuur naar een ander gebouw vertrok.
Verderop staat als beëindiging van het plein de Roemeens Orthodoxe Aankondigingskathedraal die in 1936 gereedkwam en een verkleinde kopie van de Sint Pieter kathedraal in Rome is. De kerk werd oorspronkelijk gebouwd door de Grieks Katholieke Kerk, deze werd in 1948 verboden en moest gedwongen samengaan met de Roemeens Orthodoxe kerk.
In het oosten van het centrum liggen aan het Bolyaiplein het Bolyai Farkas gymnasium, de Unitarische kerk en de beroemde bibliotheek van graaf Teleki uit 1802 met 40.000 boeken. Farkas Bolyai was een wiskundige, zijn zoon János Bolyai werd beroemd als grondlegger van de niet-euclidische meetkunde.

## Cultuur

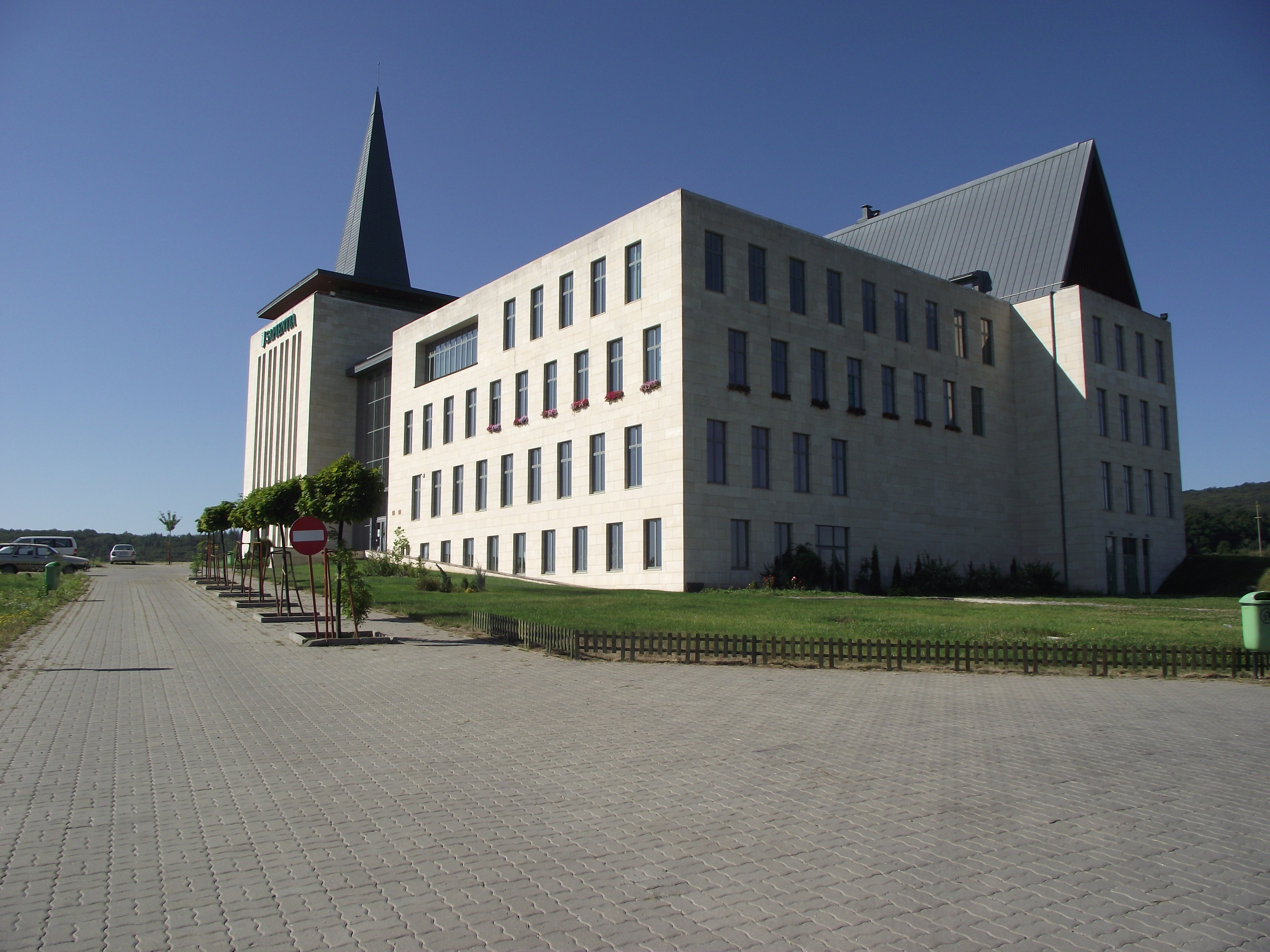
Sapientia-universiteit in Târgu Mureş

### Onderwijs
Târgu Mureș kent verschillende instellingen voor hoger onderwijs, waarvan twee staatsuniversiteiten. De Universiteit voor Geneeskunde en Farmacie was aanvankelijk een faculteit van de Hongaarse Bolyaiuniversiteit, werd in 1948 verzelfstandigd en is sindsdien een Roemeenstalige instelling. De Petru Maioruniversiteit werd in 1960 opgericht als pedagogische hogeschool. Daarnaast zijn er drie privé-universiteiten waaronder de Hongaarstalige Sapientia-universiteit en de Universitatea de Arte din Târgu Mureș.
Belangrijke middelbare scholen zijn het Bolyai Farkas gymnasium (Hongaarstalig) en het Alexandru Papiu Ilarian liceim (Roemeenstalig). Verder zijn er in de stad het Unirea gymnasium en het Rooms Katholiek Gymnasium. Ook de Hongaars gereformeerde kerk heeft een eigen middelbare school. Bijzondere scholen zijn het Szász Adalbert Sportliceum en het Mihai Eminescu Pedagogisch Liceum.

### Festival
- Peninsula / Félsziget Festival

## Vervoer

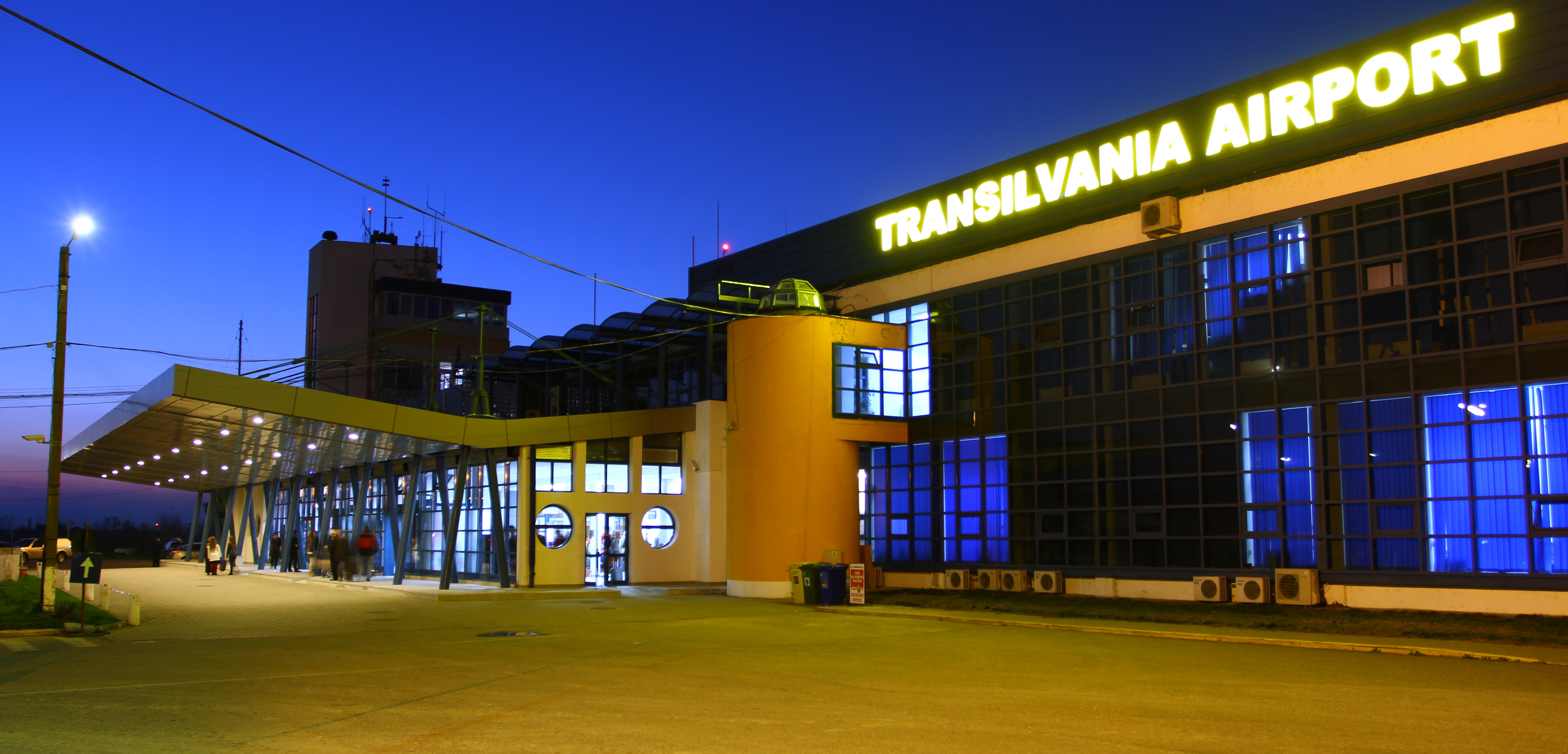
Luchthaven van Transsylvanië

Târgu Mureș heeft een internationaal vliegveld, Transilvania Airport (Zie: Luchthaven Târgu Mureș) dat in oktober 2005 is gerenoveerd. Naast de nationale luchtvaartmaatschappij Tarom vliegen Ryanair en het Hongaarse Wizz Air naar verschillende bestemmingen in Europa.
De E60, een belangrijke weg "van west naar oost", die begint bij Brest (Frankrijk) en eindigt in Constanța, gaat ook door de stad.
Men is van plan om een snelweg te bouwen van Boekarest naar Borș aan de Hongaarse grens die ook Târgu Mureș passeert. De snelweg zal de A3 zijn en de bijnaam Autostrada Transilvania krijgen. Het traject tussen Cluj-Napoca en Târgu Mureș is -op één traject na- in gebruik.

## Politiek

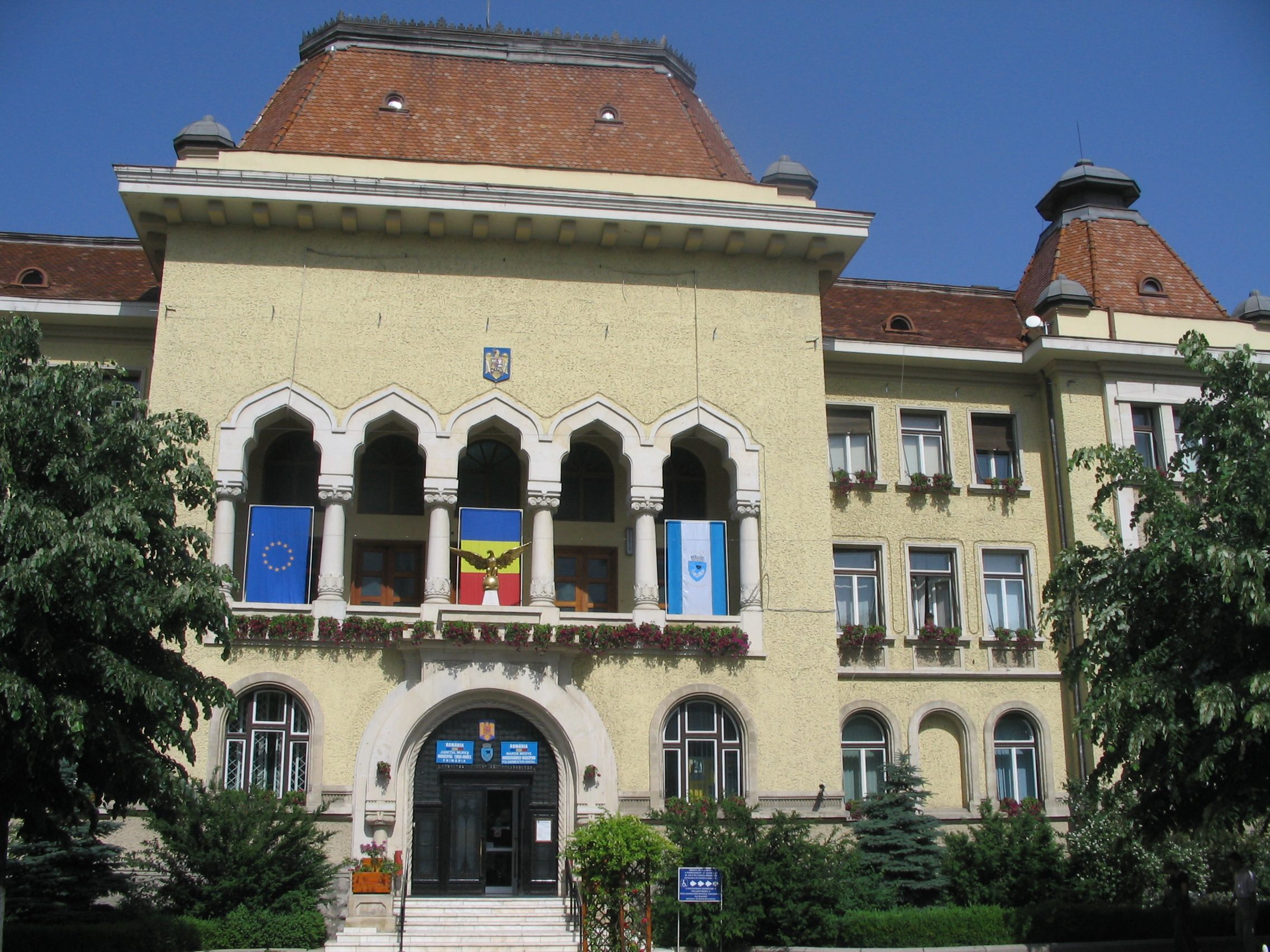
Stadhuis

In 2020 werd voor het eerst in jaren weer een Hongaar verkozen tot burgemeester, de onafhankelijke kandidaat Károly Soós.
De gemeenteraadsverkiezingen werden gewonnen door de Uniunea Democrată Maghiară din România met 11 zetels (1 meer dan in 2016).
De overige zetels gingen naar de onderstaande partijen:
- Partidul National Liberal 4 zetels
- Partidul Social Democrat 2 zetels
- Partidul Mișcarea Populară 2 zetels
- Partidul PRO România 2 zetels
- Partidul Oamenilor Liberi 2 zetels

Naast de burgemeester zijn er twee vice burgemeesters, 1 van de UDMR en 1 van de PNL.
In 2016 werden er 4 partijen gekozen in de gemeenteraad:
- Uniunea Democrată Maghiară din România 10 zetels
- Partidul National Liberal 6 zetels
- PSD 4 zetels
- POL 3 zetels

De gemeenteraad van de stad bestond tussen 2012 en 2016 uit drie partijen.
De Hongaarse partij is de grootste en bezet 10 zetels gevolgd door twee Roemeense partijen met 7 en 6 zetels.
- Uniunea Democrată Maghiară din România 10 zetels
- Alianța pentru Mureș 7 zetels
- Uniunea Social-Liberală 6 zetels

## Media

### Kranten
- Népújság (Hongaarstalig dagblad)
- 24 de ore mureşene
- Székelyhon - tot 2019: Vásárhelyi Hírlap (Hongaarstalig dagblad)
- Cuvântul liber
- Zi de zi
- Központ (Hongaarstalig weekblad)
- Ziarul de Mureş (weekblad)
- Infomaţia de Mureş (weekblad)
- Flash (advertentieblad)
- Piaţa Mureşeană (advertentieblad)

### Radio
- Radio Tîrgu Mureș
- Marosvásárhelyi Rádió (Hongaarstalig) 96.0 FM
- Rock FM 88.4 FM
- Kiss FM 90.3 FM
- Rádió GaGa (Hongaarstalig, popmuziek) 88.0 FM
- Erdély FM (Hongaarstalig, nieuws en muziek) 97.1 FM
- Virgin Radio 92.7 FM
- Radio ZU 98.0 FM
- Dance FM 100.0 FM
- PRO FM

### Televisie
- TTM - Televiziunea Tîrgu Mureş TVR Mures / Maros TV
- TVR Târgu Mureş
- Ştii TV
- Erdélyi Magyar Televízió
- Realitatea TV Tîrgu Mureș
- Duna TV Marosvásárhely
- Antena 1 Tîrgu Mureș
- Prima TV Tîrgu Mureș
- ProTV Tîrgu Mureș

## Geboren
- János Sándor (1860), Hongaars politicus
- Sándor Bortnyik (1893), Hongaars schilder en grafisch ontwerper
- Gyula Ostenburg (1884), Hongaars officier
- László Bölöni (1953), Roemeens voetballer en voetbalcoach
- Csaba Csizmadia (1985), Hongaars voetballer
- Olga Nemes (1968), Duits-Roemeens tafeltennisster
- Emese Dörfler-Antal (1971), Oostenrijks-Roemeens schaatsster
- Norbert Trandafir (1988), Roemeens zwemmer
- Bernadette Szőcs (1995), Roemeens tafeltennisster
- Ilinca Băcilă (1998), zangeres
- Filip Ugran, (2002), Roemeens autocoureur